# Miljöanpassad arkitektur i Stockholm
Miljöanpassad arkitektur i Stockholm tar form i många stadsdelar och byggnader. Stockholms stad har en lång historia av att vara en pionjär inom hållbarhetsinnovation, med ett framstående miljöprogram som sträcker sig tillbaka till 1976. Genom fortsatta satsningar och erkännanden, som att bli den första hållbarhetsmetropolen i Europa 2010, stärker staden sin position som en ledare inom hållbar utveckling. Miljöprogrammet 2020-2023 syftade till att upprätthålla stadens status som en miljöstad trots befolkningsökning och bostadsbyggande. Genom att följa stadgar från klimatkonferensen i Paris 2015 och de 17 hållbarhetsmålen från agenda 2030 fokuserar programmet på att bekämpa de största miljöutmaningarna. Det inkluderar mål som att öka resurseffektiviteten i byggprocesser och anpassa staden för att möta klimatförändringar som stigande havsnivåer och värmeböljor.  
En viktig del av Stockholms hållbarhetsarbete är miljöcertifiering av byggnader, där olika system som LEED, BREEAM, Miljöbyggnad och NollCO2 används för att bedöma och främja miljöprestanda. Byggnader i Stockholm, som plusenergihuset i Norra Djurgårdsstaden och HSB ekobyn i Björkhagen, illustrerar stadens engagemang för att främja hållbart bygge och boende.  
Projekt som Stockholm Wood City och Cederhusen i Hagastaden visar stadens växande intresse för träbygge som ett hållbart alternativ, med ambitionen att minska klimatavtrycket och främja hälsa och välbefinnande hos invånarna. Dessa projekt speglar Stockholms strävan att var i framkant när det gäller hållbar stadsutveckling och arkitektur.

## Stockholms stads miljöprogram

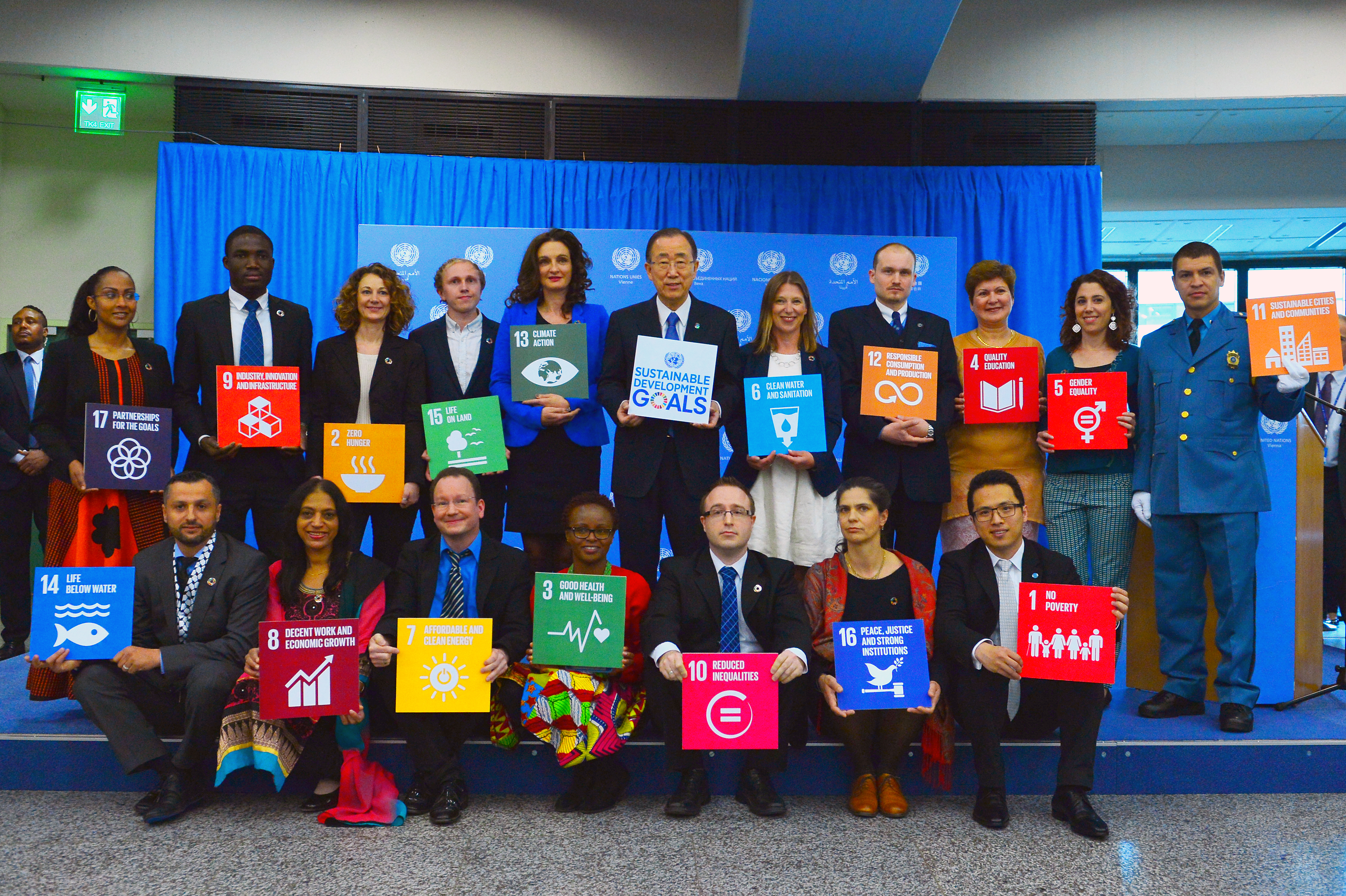
De globala målen

Stockholms stads miljöprogram. Stockholm har utmärkt sig som en pionjär inom hållbarhetsinnovation under årtionden. Stockholms ursprungliga ekologiprogram skapades 1976, och 2010 erkändes staden som den första hållbarhetsmetropolen i Europa tack vare tidiga satsningar på fjärrvärme och en utbredd kollektivtrafik. Genom miljöprogram 2020-2023 vidareutvecklar Stockholm sin position bland miljöstäder i världen. Stockholms stad har satt upp framtida mål för att bibehålla stadens status som miljöstad samtidigt som stadens befolkning växer och antalet bostäder ökar. Ett av dessa är att skapa en ökad resurseffektivitet i samband med byggprocesserna. Schaktmassorna som uppkommer i samband med att Stockholm byggs om har inte tagits om på ett resurseffektivt sätt. Husen som är Stockholms energisnålaste hus genererar mer energi än de förbrukar, ett exempel på det är Understenshöjden, en ekoby inom HSB belägen i Björkhagen. När man utvecklade Stockholms stads miljöprogram 2020-2030 utgick man från de stadgar som sattes vid klimatkonferensen i Paris år 2015 samt de 17 hållbarhetsmålen framtagna av Agenda 2030 och Globala målen. Vid framtagandet av Stockholms stads miljöprogram var det viktigt för Stockholm stad som Sveriges huvudstads kommun och Sveriges största kommun att ta täten och visa vägen gällande arbetet för ett hållbart Sverige. Därför fokuserade man i programmet att bekämpa de för tiden största utmaningarna miljömässigt. För att konkretisera målen för vad som krävdes till att få Stockholm till den miljöanpassade staden som man ville ha den satte kommunen upp sju huvudmål som var och sig innehåller specifika delmål.
1. Ett fossilfritt och klimatpositivt Stockholm 2040
2. En fossilfri organisation 2030
3. Ett klimatanpassat Stockholm
4. Ett resurssmart Stockholm
5. Ett Stockholm med biologisk mångfald i väl fungerade och sammanhängande ekosystem
6. Ett Stockholm med frisk luft och god ljudmiljö
7. Ett giftfritt Stockholm[1]

Vissa av dessa mål och delmål kräver viss specificering inom arkitektur för att kunna nås. Ett av dessa är mål nummer tre som handlar om ett klimatanpassat Stockholm med delmålen, stärkt förmåga att hantera effekter av skyfall och stärkt förmåga att hantera effekter av värmebölja. Det gemensamma målet som täcker båda delmålen är att Stockholm som stad ska vara väl utrustad för att på ett effektivt sätt kunna stå emot klimatförändringar. Med kommande utmaningar gällande klimatet som väntar i framtiden ska Stockholm vara anpassningsbar för saker som stigande vattennivåer och höjd medeltemperatur. Det finns ett antal övergripande delar som behöver anpassas för att kunna klara av framtidens klimatförändringar, detta handlar om delar av bebyggelsen, delar av infrastrukturen och tekniska försörjningssystem. Så som det såg ut innan man med hjälp av Stockholms stads miljöprogram hade börjat vidta åtgärder så skulle avloppsledningsnätet i Stockholm inte klarat av kraftigare skyfall. Detta hade inneburit att risken att Stockholm skulle drabbas av översvämningar vid kraftigare skyfall hade vart stor. Påföljderna av översvämningar innebär bland annat att transport och framkomlighet försvåras, fastigheter tar skada och att mängden förorenade ämnen ökar i dricksvattnet. I arbetet som krävs för att förebygga ett sådant fall ingår det även att identifiera vilka områden som löper större risk att drabbas, det vill säga riskområdena. Likaså krävs det att möjligheter finns för att skapa samarbeten mellan stadsutvecklingsprojekt och åtgärdsbehov i befintlig miljö. För att hitta de mer lättdrabbade områdena krävs det att kommunen regelbundet utför klimat- och säkerhetsanalyser med ett stadsutvecklingsperspektiv. Stockholms stads miljöprogram har tagit fram ett antal exempel på åtgärder för att nå etappmålet stärkt förmåga att hantera effekter av skyfall under programperioden. Bland dessa ingår bland annat att bygga mångfunktionella ytor som bidrar till att hantera skyfall, att säkerställa hållbar dagvattenhantering genom exempelvis gröna tak och genomsläpplig beläggning samt växtbäddar och skelettjordar med träd i stadsmiljön. Delmål nummer två som handlar om att stärka förmågan att hantera effekterna vid värmebölja innehåller också åtgärder för att lyckas nå delmålet under programperioden. I sitt miljöprogram tar Stockholm stad även upp exempel på vilka dessa åtgärder är, ett av dem handlar om att utöka staden med mer grönska, vatten och vegetation som skuggar. En annan åtgärd handlar om att säkerställa god inomhusmiljö genom att utföra temperatursänkande åtgärder på och i anslutning till byggnader.

## Miljöcertfieringssystem på byggnader
För att miljöcertifiera byggnader i Stockholm och hela Sverige använder man olika kommersiella system. Att en byggnad ska miljöcertifieras är inget krav från myndigheterna utan en privaträttslig certifiering. En stor del av de miljöcertifieringssystem som finns för byggnader innehåller flera antydningar om livscykelanalyser (LCA). De certifieringssystem som innehåller krav av någon sort på LCA-beräkning är LEED, BREEAM, Miljöbyggnad och NollCO2. Varje certifieringssystem har sin egen manual som innehåller kraven för vad som ska uppfyllas för att kunna få förtjäna deras certifiering.
För certifieringssystemet LEED ingår begär på livscykelanalyser för den kompletta byggnadens livscykel. Analysen ska bevisa att byggnadens miljöpåverkan är fem procent lägre jämfört med en standardbyggnad på minst hälften av miljöpåverkanskategorierna. Om högre poäng ska tilldelas krävs det att byggnadens påverkan på miljön ska ligga på tio procent lägre än en standardbyggnad. För att ytterligare poäng ska tilldelas krävs tjugo procent lägre miljöpåverkan än en standardbyggnad. Certifieringen miljöbyggnad har totalt 15 indikatorer och en av de behandlar LCA-beräkning. Miljöpåverkanskategorin som beräknas ska beräknas för den här certifieringen är klimatpåverkan. Gällande själva certifieringen så kan man tilldelas olika betyg beroende på hur väl byggnaden lever upp till manualens krav. En byggnad kan tilldelas allt från betyg brons till guld. För betyget brons och silver krävs det att klimatpåverkan ska redovisas för livscykelmodul A1-A5 och för betyget silver ingår det också att ett gränsvärde klaras. För betyget guld ingår samma krav som för betygen brons och silver med undantagen att gränsvärdet behöver vara skarpare och den påverkan byggnaden har på klimatet ska beräknas så länge byggnaden står kvar.
Det tredje certifieringssystemet är BREEAM, systemet har krav på att livscykelanalyser utförs på de byggnadsdelar som är obligatoriska. Systemet har även andra krav som motsvarar reglerna om klimatdeklaration för byggnader. Även inom detta system finns det högre nivåer, för att nå dem krävs en livscykelanalys över hela byggnadens livscykel enligt EU-kommissionens hållbarhetsbedömningssystem för byggnader. Certifieringssystemet NollCO2 handlar om att en byggnads klimatpåverkan under en hel livscykel ska räknas ut. Systemet innehåller gränsvärdena A1-A3, A4-A5 och B6. Modul A1-A3 är specifikt för varje projekt, modul A4-A5 är gränsvärdet fast för alla byggnader och det tredje gränsvärdet modul B6 innehåller krav på en specifik energiklass.

## Stadsdel med miljöprogram
Hammarby sjöstad var till en början tänkt att utvecklas som en OS-by inför Stockholms OS-ansökan år 2004 och i planeringarna fick miljöaspekterna en viktig roll. Men en OS-by blev det inte för Hammarby Sjöstad, istället utvecklades området till det som blev ett av Stockholms största stadsutvecklingsprojekt med hög miljöprofil på fler än 10 000 bostäder. 1992 inleddes planeringarna på den nya stadsdelen i Hammarby Sjöstad och fyra år senare, år 1996, tillkom miljöprogrammet. Under tiden som Hammarby Sjöstad byggdes var det med miljövisionen att området skulle bli dubbelt så bra. Det innebar att man hade som mål att halvera den miljöpåverkan som tillkommit vid byggandet av andra stadsdelar. Resultat av forskning gjord på Kungliga tekniska högskolan (KTH) i Stockholm visade att man i planeringen av Hammarby Sjöstad lyckades lyfta inblandningen av miljöarbetet till en högre nivå än vad som åstadkommits tidigare både på nationell och internationell nivå.
Kärnan i miljöprogrammet var att få till ett samspel inom infrastruktursystem så som sophantering, vattenrening, värme och el och se till att samspelet mellan dessa fungerar så bra och effektivt som möjligt. Den här modellen kom att tilldelas namnet Hammarbymodellen. Den handlade om att man ville hålla områdets energianvändning så låg som möjligt och detta skulle framför allt uppnås genom att använda restprodukter från sekundär energi. Analyser som gjorts på resultaten av miljöprogrammet i Hammarby Sjöstad visar att målet att 80 procent av det utvinningsbara energiinnehållet i både avfall och avloppsvatten ska utnyttjas är uppfyllt.
Däremot finns det forskning som tyder på att den typen av ingrepp och åtgärder som använts i miljöprogrammet i Hammarby Sjöstad inte resulterar i hållbarhet på längre sikt eftersom man låser in sig i sociotekniska system. Problematiken ligger i att ny teknik är svårt att applicera på redan befintliga system, det problemet syns i Hammarby Sjöstad men också på andra håll.

## Hus

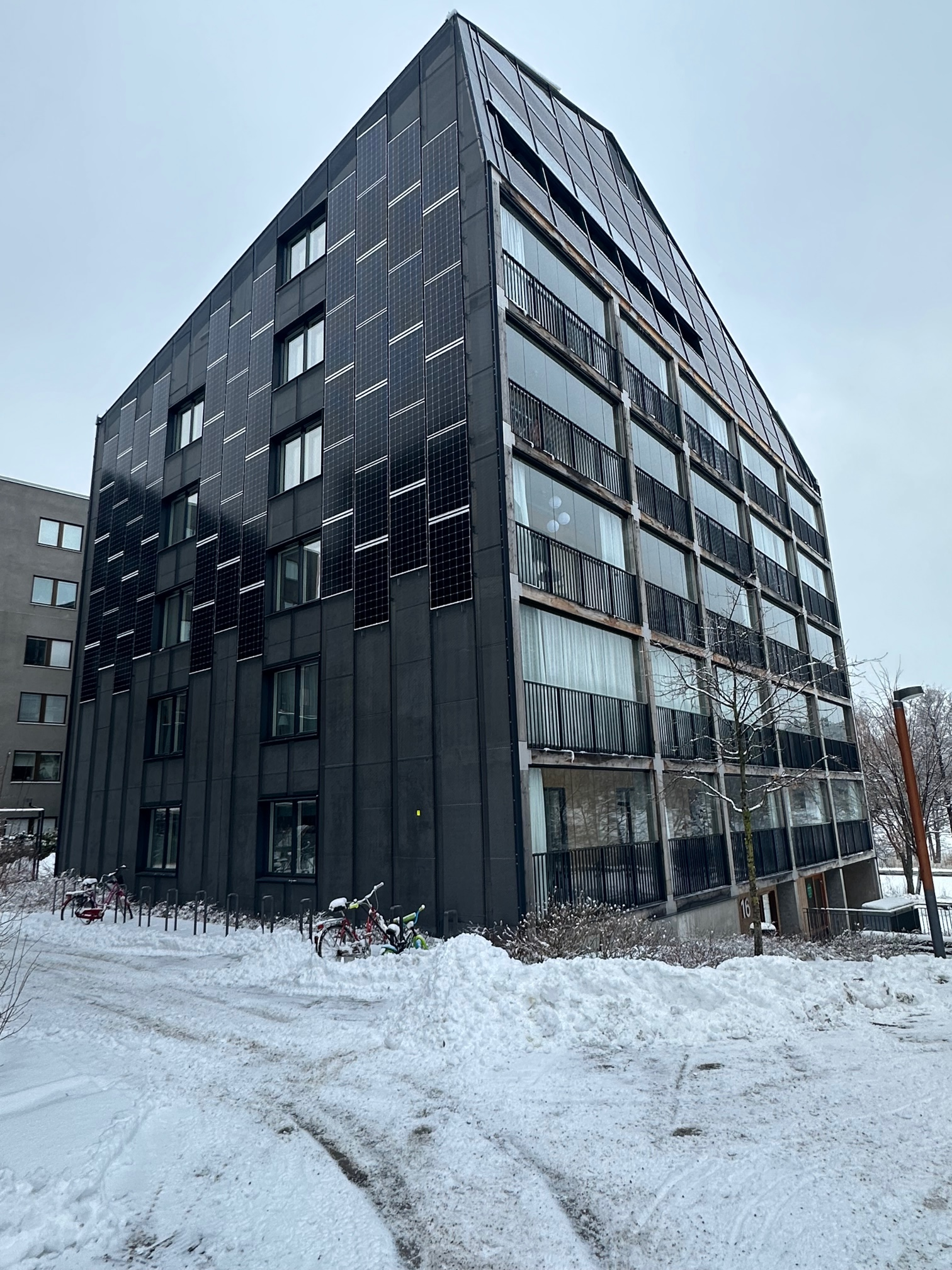
Plusenergihus i Norra Djurgårdsstaden

En annan viktig miljöstadsdel i Stockholm är Norra Djurgårdsstaden. I det som tidigare var ett gammalt industri- och hamnområde har nu som mål att vara en helt fossilfri stadsdel vid året 2030. 2014 hölls en tävling för vilka som skulle få bygga hus i norra Djurgårdsstaden med kravet att byggandet och boendet skulle vara miljöriktigt. Stockholmshems projektförslag vann tävlingen med följande motivering av juryn: "Ett mycket genomarbetat förslag präglat av helhetstänk för energieffektivitet, egengenerering av energi, goda boendemiljöer med ett intressant och spännande arkitektoniskt uttryck. Ett bidrag till utveckling och nytänkande i miljö och bostadstänkande." Plusenergihuset Backåkra i norra Djurgårdsstaden av Stockholmshem. I Norra Djurgårdsstaden i Stockholm byggdes år 2019 Stockholms första plusenergihus. De energisnåla metoder som Stockholmshem tidigare hade använt sig av i olika projekt kombinerade man i Norra Djurgårdsstaden i en ny helehetslösning. För att åstadkomma det här plusenergihuset har man använt sig av en kombination av ett 20-tal olika tekniklösningar. Några av de miljötekniska lösningar som finns med i huset är bergvärme, högeffektiv isolering samt återvinning av matavfall till biogas. En annan miljöteknisk lösning framtagen av husens arkitekter för att på årsbasis få ett energiöverskott var att placera cirka 730 kvadratmeter solceller på tak och väggar. Den långsiktiga planen med solcellerna är att de ska generera samma mängd energi som husen förbrukar på värme, varmvatten och el för fastigheterna under ett år.

### HSB ekobyn i Björkhagen (Understenshöjden)
Understenshöjden är en ekoby bestående av totalt 44 hushåll i Björkhagen beläget i södra delen av Stockholm. Samtliga 44 hus stod färdigställda år 1995 och utgör tillsammans en bostadsrättsförening inom HSB. Bostadsrättsföreningen uppkom tack vare flitigt föreningsarbete under flera års tid,  medlemmarna hade en stark tro på sitt arbete som senare visade sig ge betalt när kommunen efter ett tag tilldelade föreningen markanvisningar. Några av de som skulle komma att bli boende i husen valde att bygga de själva medan andra valde att få nyckeln i handen, det vill säga att kommunen var de som byggde huset. Under tiden då föreningen fick sin start bedrevs processer där det låg i alla medlemmars intresse att kunna influera den bebyggelsen som pågick i närområdet. Föreningens gemensamma mål var att få området att nå sin fulla potential i att bli så miljöanpassade som möjligt samt ett kollektivt boende där det sociala sammanhanget skulle ha en viktig roll att spela. Husen som utgör Understenshöjden har en standardstorlek som är 101 kvadratmeter med undantag där husen är både större och mindre än den givna standardstorleken. Understenshöjden fortsätter att vara sin grundvision trogen och är därmed självförvaltande och varje hushåll tillhör sin arbetsgrupp som talar om för de vilket arbete just de har i uppgift att utföra.

### Träbygge

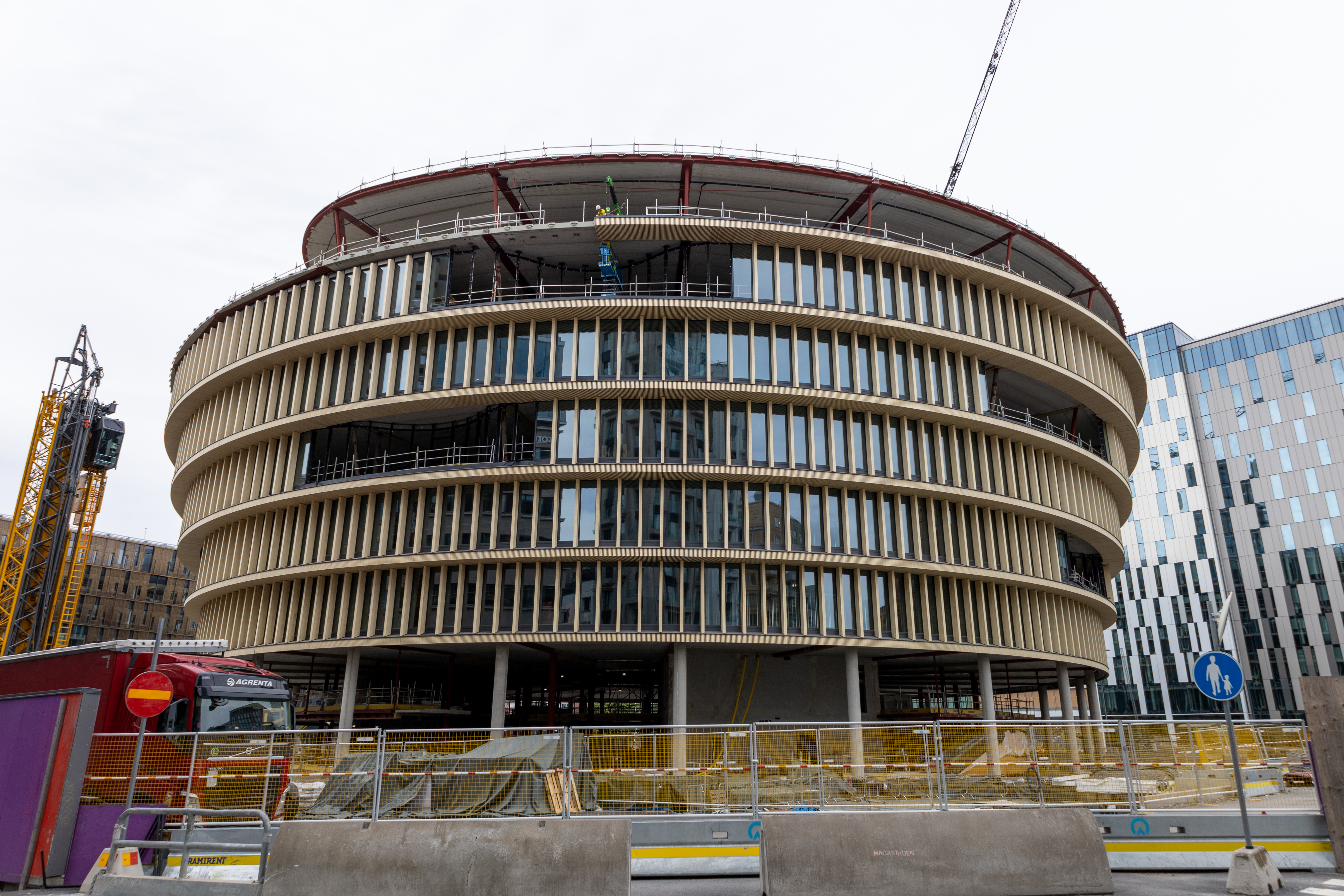
Kvarteret Forskaren i Hagastaden

I och med de stora tillgångar på trä som finns runtom i Sverige så har träbyggandet här en historia som går långt bak i tiden. Men då flera städer runt om i landet drabbades av stora och allvarliga bränder infördes år 1874 ett förbud mot byggandet av flervåningshus med trästomme i Sverige. Förbudet mot flervåningshus innebar att man inte fick bygga fler än två våningar om man skulle bygga i trä. År 1994 upphävdes förbudet mot flervåningshus och sedan dess har träbyggandet i staden ökat mycket och det blev därmed även möjligt att bygga betydligt större byggnader än tidigare. I och med att befolkningen ökar i Stockholm för varje år som går så innebär det att fler bostäder måste byggas, därför kom upphävandet av förbudet väldigt lägligt. Som påföljd av detta har även intresset för att bygga i trä ökat och det främst av två orsaker. För det första är träet ett billigare alternativ att bygga med om man jämför med till exempel betong, och för det andra innebär byggnadsprocessen en betydligt lägre miljöpåverkan jämfört med byggnadsprocessen med betong. Konsekvensen av detta blev att regeringen har agerade genom att sätta upp en målsättning för långsiktig och hållbar politik. Målsättningen går ut på att utveckla byggandet i trä så att det anpassas efter byggbehovet.
I varje byggnadsprocess krävs material och då blir det svårt att undvika en förbrukning av jordens resurser. Hållbarhet inom byggbranschen handlar om två saker, det ena handlar om att bygga effektivt i betydelsen att inte förbruka mer än nödvändigt av jordens resurser och det andra handlar om att sträva efter byggnader som håller under en lång tid.

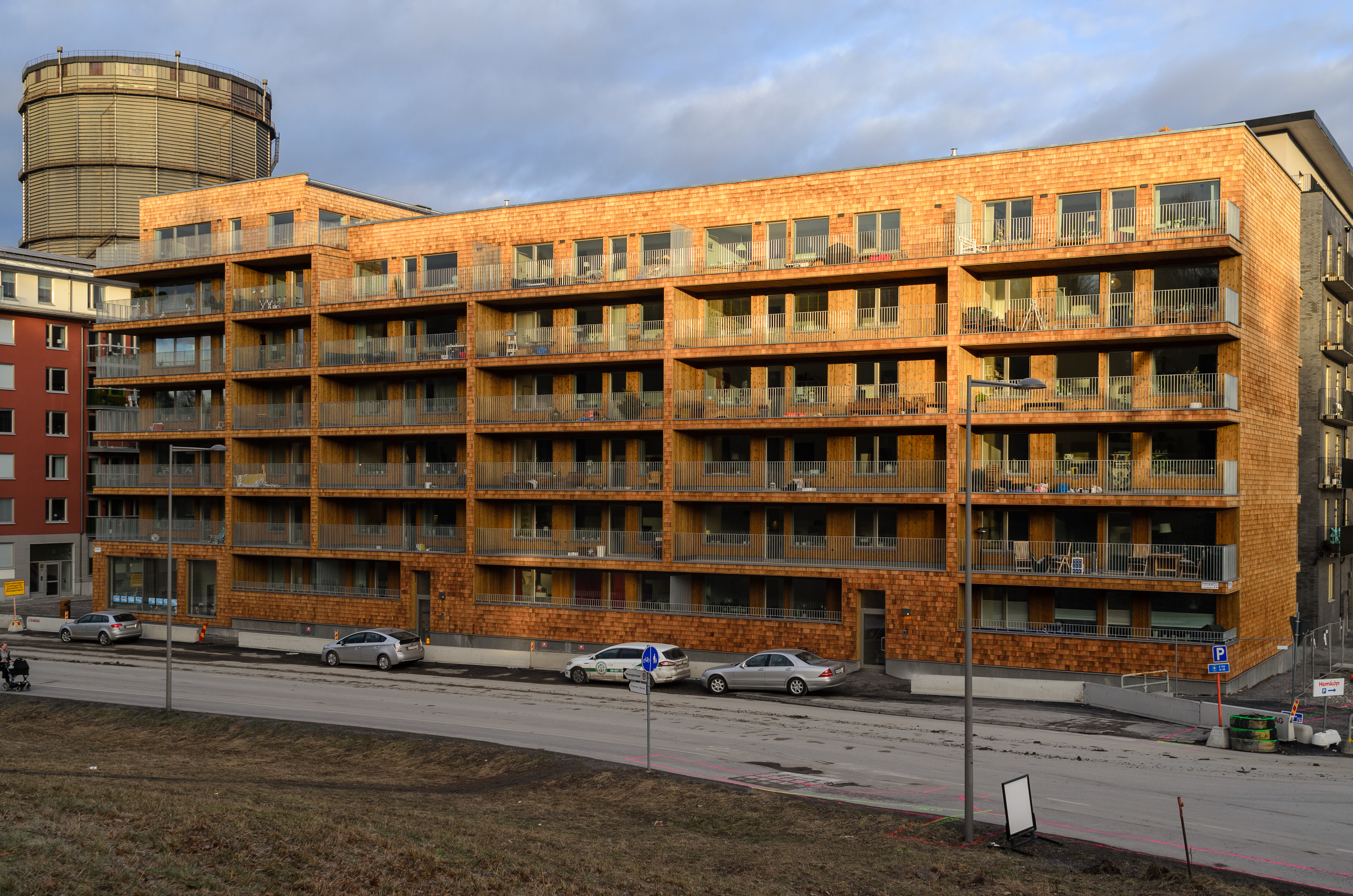
Trähus i Norra Djurgårdsstaden

Trä anses vara ett bra alternativ ur klimatsynpunkt då det är ett hållbart material samt en förnybar naturresurs. Å ena sidan är träet som är förnyelsebart bra ur miljösynpunkt, å andra sidan är det oklart om de svenska skogarna kan klara av efterfrågan som finns. År 2022 nådde skogsindustrin för stunden sitt tak, den svenska naturskogen avverkades i snabbare takt än vad det tog för nya träd att växa upp. Skogen spelar även en viktig roll när det kommer till att minska halten koldioxid i luften. Utöver skogens viktiga roll för klimatet så är den även viktig för bevarandet av den biologiska mångfalden. För att förhindra att en icke hållbar avskogning ska ske krävs kontroll och underlag för det hållbara skogsbruket. För att detta ska upprätthållas instiftades år 1979 Skogsvårdslagen, lagen innehåller vad tillåten avverkning ska uppfylla. Avverkningen ska främja skogens utveckling genom röjning, gallring eller annan utglesning och vara ändamålsenlig för återväxt av ny skog genom föryngringsavverkning. Lagen säger även att avverkningarna av träden ska utföras när markens förmåga att producera virke inte längre kan användas.
Stockholm Wood City är ett projekt lett av Atrium Ljungberg som innebär en nybyggd stadsdel som ska bli världens största urbana stadsbyggnadsprojekt i trä. Atrium Ljungberg vill med sitt projekt inspirera världen och visa vägen för hållbar arkitektur och stadsutveckling. Stockholm Wood City är beläget i de centrala delarna av Sickla och utgör ett område på 250 000 kvadratmeter. Atrium Ljungberg har planerat att byggandet av trästaden ska ta ungefär 2 år, med början år 2025 till att de första husen ska stå klara år 2027. Hela konstruktionen är uppfört med trästomme, därav namnet Stockholm Wood City. Valet att bygga i trä förklarar Atrium Ljungberg med att det har fördelar både för miljön men också för människornas trivsel och välmående. Träbyggandet har enligt flera forskningsstudier även positiva hälsoeffekter så som att luftkvalitén blir bättre samt att det minskar stressen.

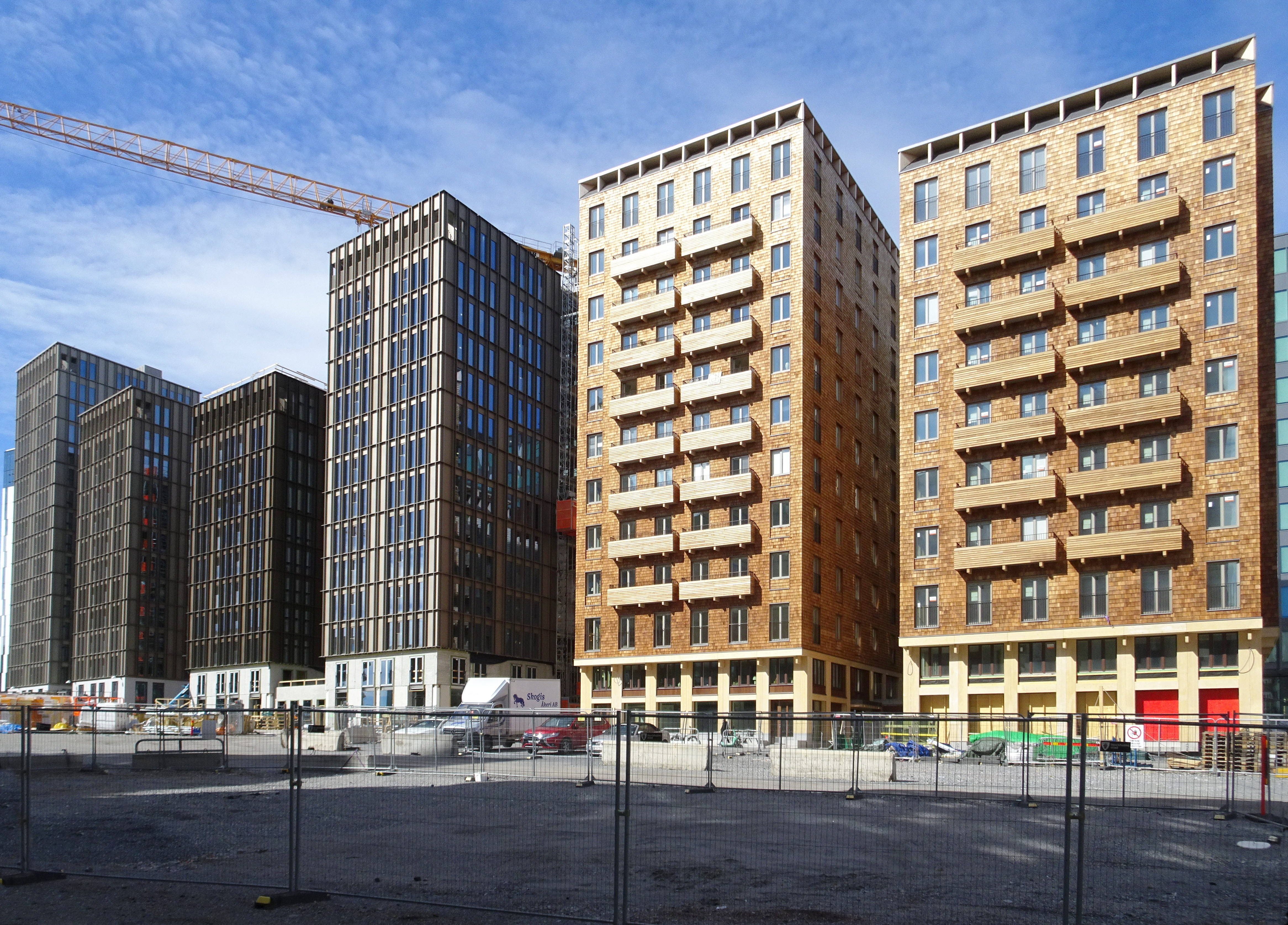
Cederhusen till höger i bild

#### Cederhusen, Hagastaden Stockholm
Projektet cederhusen i Hagastaden är ett av världens största trähusprojekt i innerstadsmiljjö. Cederhusen byggs i massivträ, trästommen som används är från Stora Ensos sågverk i Grums, Värmland. Konstruktionen är helt och hållet i massivträ förutom de två nedersta planen som är i betong, detta för att fördela konstruktionens vikt rätt i förhållande till grundläggningsförutsättningarna. Den enda utmaningen i detta projekt var inte att hela stommen skulle byggas i trä utan platsen som är belägen på tre av E4:ans tunneltak innebar att man behövda komma fram med banbrytande innovation och ingenjörskonst. Cederhusen är ett bevis på att trä kan vara ett framtida alternativt material att bygga i när det kommer till hållbart bostadsbyggande. Det innovativa sättet att bygga på så som cederhusen har byggts har blivit en förebild för hållbar nybyggnation. Förutom att trästommen har många praktiska fördelar under produktionen så halverar den även klimatavtrycket jämfört med om man hade använt sig av betong istället. Branschen har mycket tack vare byggnationen av Cederhusen även fått en bredare kunskap om trä som ett relevant byggmaterial.